# 前田若尾

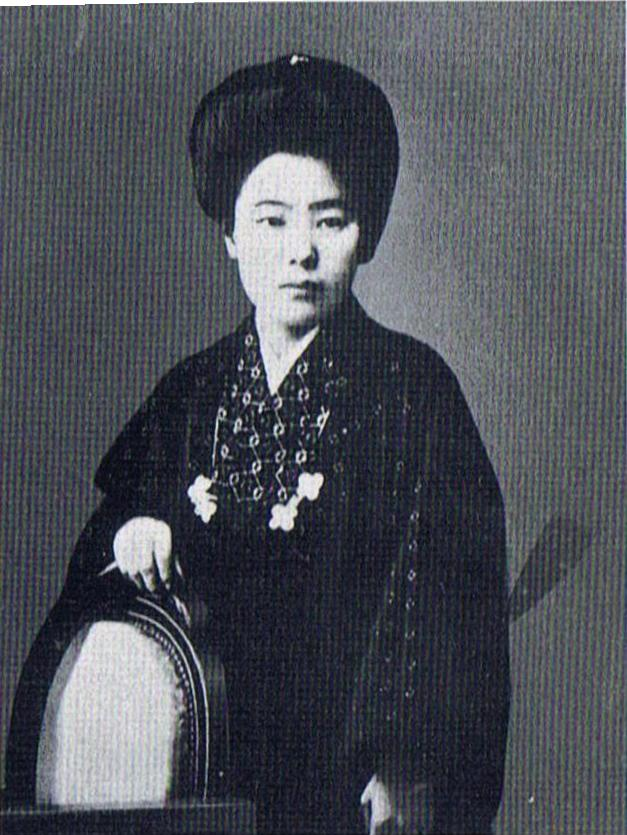
前田若尾 25歳

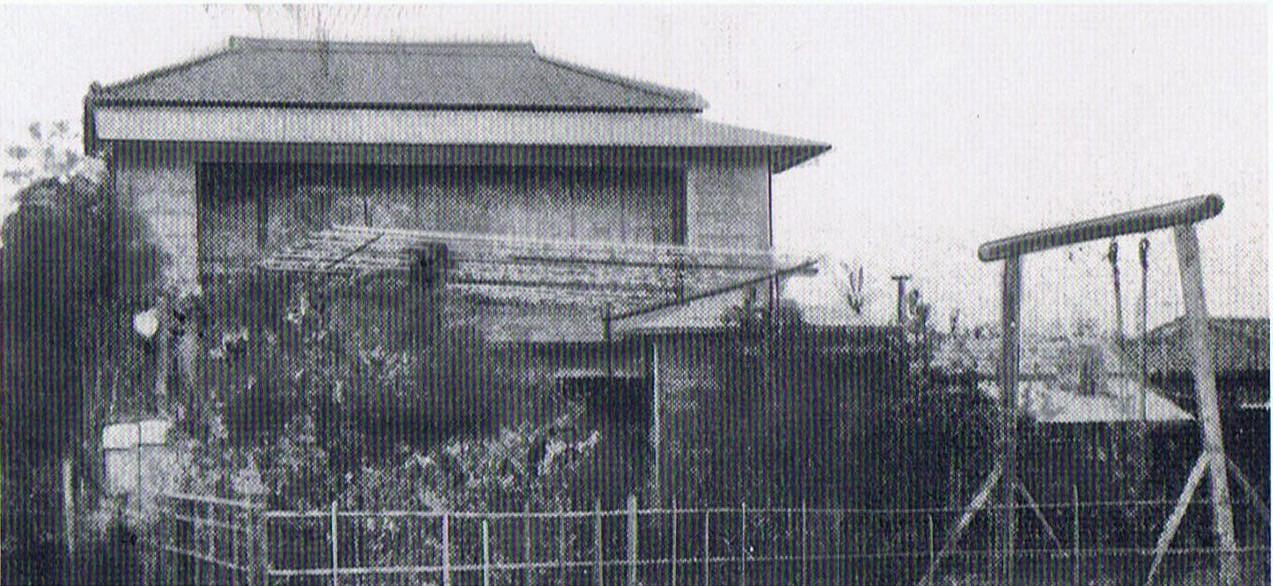
平塚裁縫女学校校舎建設前の前田若尾住居

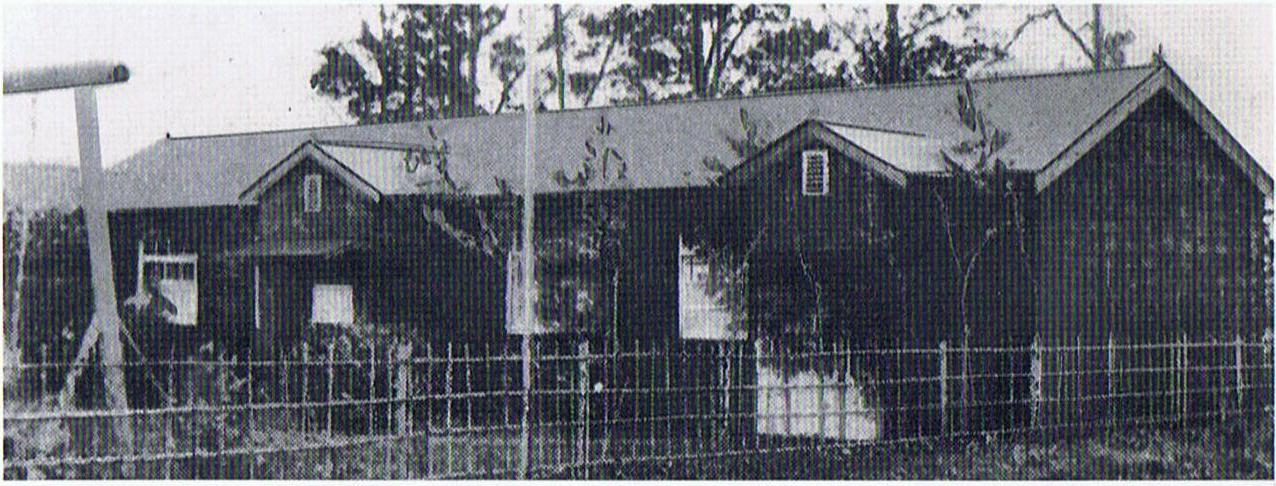
平塚裁縫女学校 1924年

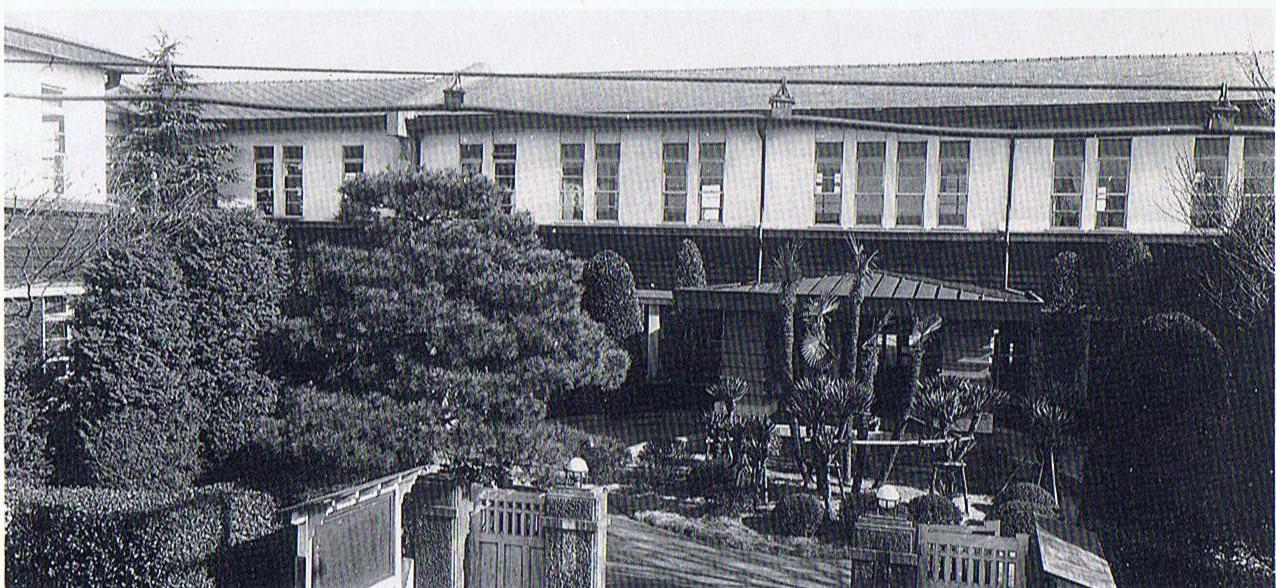
洗足高等女学校正門 1932年

前田 若尾（まえだ わかお、1888年10月21日 - 1947年10月6日）は、女子教育者。平塚裁縫女学校（現:洗足学園音楽大学）創立者。大日本婦人会本部理事、婦人同志会幹事長、日本婦人団体連盟副会長、少年保護婦人協会理事、文部省刷新委員会委員。

## 生涯
高知県土佐郡潮江村（現・高知市）の高知藩士の士族の家に生まれる。1917年東京裁縫女学校卒業。錦秋女学校の教員を務めた後、青山女学院の教員となる。エディンバラ宣教会議が女子教育機関設立を決議し、東京女子大学を設立したため、青山女学院が廃止される。恵まれない下層の女工に奉仕するため、日本絹撚会社に就職するも関東大震災で壊滅。
1923年10月3日に裁縫塾を開き、1924年5月3日平塚裁縫女学校（現:洗足学園音楽大学）の設立認可。1926年4月19日洗足高等女学校定礎式、5月1日洗足高等女学校設立認可。女子教育は女子の手でという信念を持っていた。
1932年に日本基督教会の指導者植村正久牧師が牧会する富士見町教会の婦人集会から始まった枝教会、富士見町教会・洗足伝道所（現:日本基督教団洗足教会）に転入会した。
前田若尾は、ヨハネによる福音書13章の記事から洗足の名前をつけ、校歌を作詞した。イエス・キリストは弟子たちに仰せになった。「我は主また師なるに、尚なんぢらの足を洗ひたれば、汝らも互に足を洗ふべきなり。（ヨハネ13:14）」校歌はこの聖句からとられた「たがいに足を洗えとのりし み教え守るここの学びや」。
1947年10月5日は聖日であった。別れを告げる先生たちに、「泣く人はいやです。私の天国の門出を祝ってください。そして讃美歌を歌ってください。校歌も歌ってください。」と臨終の床で自分も讃美歌と校歌を歌った。翌日10月6日午前7時半昏睡状態で召天。日本基督教団霊南坂教会の小崎道雄牧師司式による洗足高等女学校校葬で、愛唱した讃美歌351番「友という友は」が歌われた。
「人類全体の幸福と平安と協力のため働くことこそ人生の最も意義ある生活態度である。それは宇宙の原理であり、神の子キリストの御生涯でもあった。」と前田は信じていた。

## 母性愛と賢母教育
前田は母性愛をたたえる。「母は全身・全霊を目となし耳となし、子の為に奉仕し、犠牲となって、しかもいささかも報いを求めようともしない。絶対的犠牲を惜しみなく払う永遠の愛である。」
また家庭教育の重要性を訴えた。「母たる事の幸福は、至純の愛を体得しえると同時に、絶対の権限と責任とをもって我が子の教育にあたりえることである。」「教育は、国の将来をになうべき次代の国民を育て上げる尊い聖業で、その根幹をなすものは家庭教育であり、家庭教育の中心は母性である。時代の国の運命は、実に母の教育の如何にあるのである。」
母性愛という天与の愛に加えて、理性と教育も必要である。「母性愛は天与のものであるが、現時の状態では、理想的な教育は、盲目的な本能的な愛情だけでは行われがたい。慈愛に加うるに理性をもってして初めて、天与の愛も最も広く最も正しいものとなるのである。」「無限の愛に兼ねるのに、多方面の知識と経験と、周到な知恵をもってするのが、現代の真の賢母である。」
「女子教育の目的の一つは、真に国の母性としての女性を育成するにある。」

## 著書
- 『教育と実際』向山堂書房
- 『地軸の探求』向山堂
- 『皇国女鑒』明治書院

## 伝記
- 『前田若尾先生をしのぶ』 洗足学園  1994年